# 庾恩旸

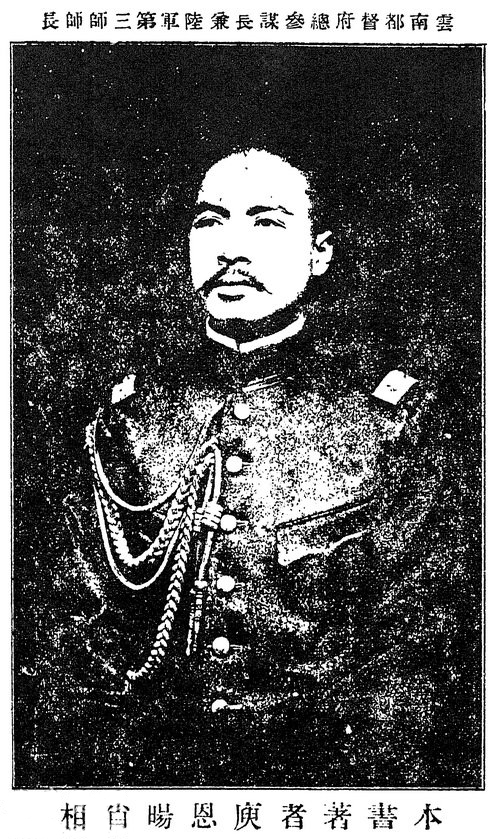

庾恩旸（1884年—1918年2月18日），字泽普，一字孰右，别号墨江枫渔，云南墨江人，中华民国滇军第三軍中將总司令。遇刺而死，追贈上將。

## 生平
庾恩旸早年赴日本留学，先入振武学校，毕业后入陆军士官学校。学成后回到云南，入滇军。1911年辛亥革命，参加昆明重九起义。庾恩旸任云南军政府参谋部长，率部赴贵州。贵州军政府改组后，任参谋总长，兼任講武堂校长及军务处长等职务。1912年11月到北京，补授陆军少将，任总统府谘议官。不久，回到云南，出任昆明講武堂校长，旋改云南都督府高等顾问，授三等文虎章。他还兼任云南全省警备司令部总参议、云南开武将军行署参谋长、代将军印务，晋授四等嘉禾章。1914年春，任普防巡阅使。1915年，复代将军职务。
护国战争期间，庾恩旸任雲南軍政府军政厅长兼宪兵司令官，后又兼警卫军总司令官。1916年袁世凯逝世后，任云南督军署参谋长兼第三师师长，授勳三位、陆军中将。1917年，任卫戍第三区总司令官，1917年7月，張勛復辟，雲南力圖起兵，庾恩旸為雲南靖国第三軍总司令官兼联军总司令部参赞。
1918年2月18日，庾恩旸在贵州毕节遇刺身亡。同年7月4日，葬于鸣凤山。唐继尧撰写《庾泽普军长墓表》。贈陸軍上將。孫中山題「應為雄鬼」四字於其墓表。

## 著作
- 援黔纪事
- 云南首义拥护共和始末记
- 中华护国三杰传
- 中国对外三十六大军事家传记[2]

## 家庭

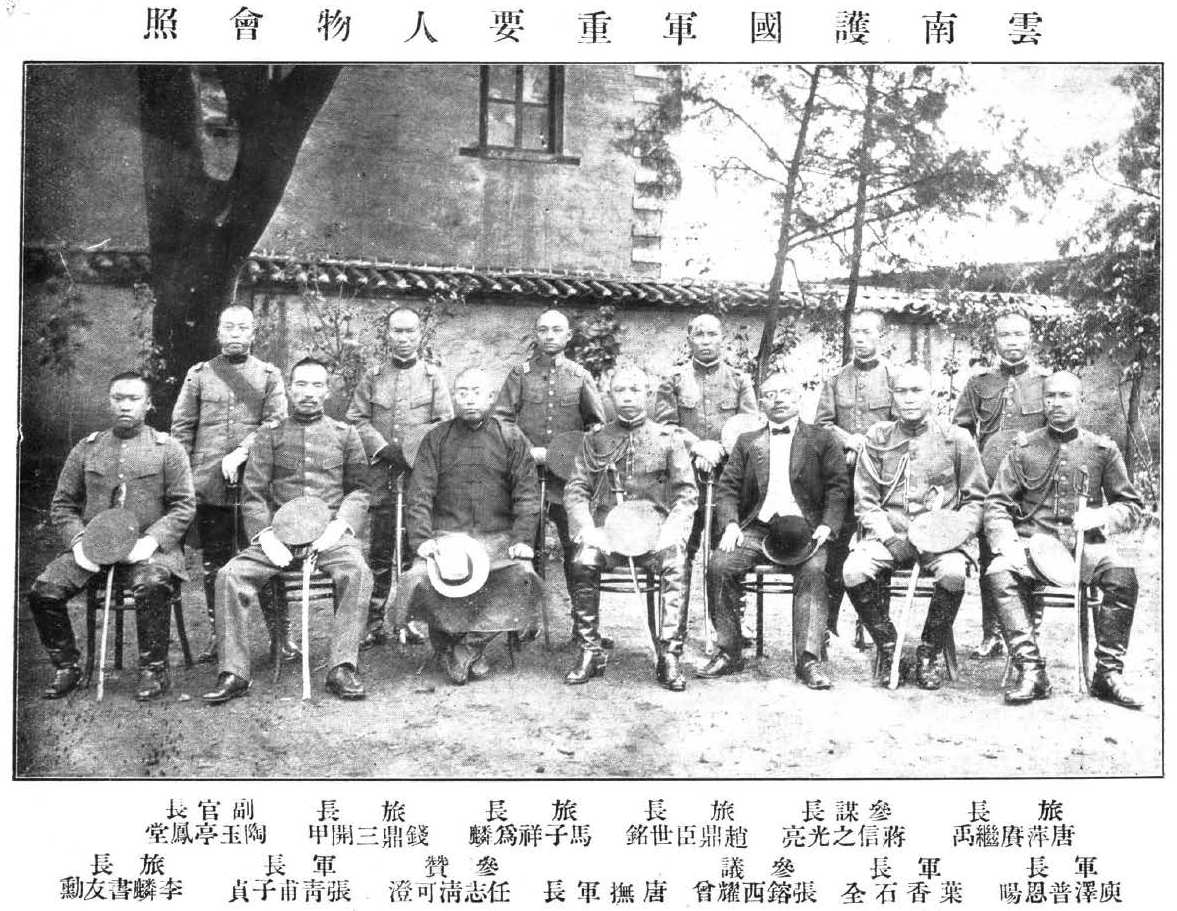
與唐繼堯等的合影

庾恩荣、庾恩旸、庾恩锡为一母所生的三兄弟。
- 父：庾国清
- 长兄：庾恩荣
- 次兄：庾恩纶，早亡
- 四弟：庾恩锡
  - 侄子：庾家麟
  - 侄媳：張正芬，京劇名伶。
    - 侄孙：庾澄慶（庾恩锡之孙）
- 五弟：庾恩培，早亡